# Festival international du film fantastique de Gérardmer 2010
La 17e édition 2010 du festival du film fantastique de Gérardmer (ex Fantastic'Arts) a eu lieu du 27 janvier au 31 janvier 2010. Le thème de cette édition a été le silence dans le fantastique. Le président du jury est John McTiernan auquel un hommage a été rendu. La majorité des films en compétition étaient européens ; aucun long métrage américain n'était en compétition.
Le festival a été marqué par d'importantes chutes de neige sur la ville qui ont parfois rendu l'accès difficile.
La cérémonie de remise des prix de cette édition s'est ouvert sur un ciné-concert du groupe Microfilm.

## Palmarès
| Prix                          | Attribué à                                          | Pays         |
| ----------------------------- | --------------------------------------------------- | ------------ |
| Grand prix du festival        | The Door (Die Tür) d'Anno Saul                      | Allemagne    |
| Prix du jury                  | Moon de Duncan Jones                                | Royaume-Uni  |
| Prix de la critique           | Moon de Duncan Jones                                | Royaume-Uni  |
| Prix du jury jeunes           | Possessed (Bool-sin-ji-ok) de Lee Yong-ju           | Corée du Sud |
| Prix du public                | 5150, Rue des Ormes (5150 Elm's Way) d'Éric Tessier | Canada       |
| Prix du jury Sci-Fi           | La Horde de Yannick Dahan et Benjamin Rocher        | France       |
| Prix du meilleur inédit vidéo | Inside (From Within) de Phedon Papamichael          | États-Unis   |
| Grand prix du court métrage   | La Morsure de Joyce A. Nashawati                    | France       |

## En compétition

### Longs métrages
- The Door : La Porte du Passé (Die Tür) d'Anno Saul ( Allemagne)
- Possessed (불신지옥, Bulshinjiok) de Lee Yong-Joo ( Corée du Sud)
- Moon de Duncan Jones ( Royaume-Uni)
- Les Témoins du mal (No-Do) d'Elio Quiroga ( Espagne)
- Hierro de Gabe Ibáñez ( Espagne)
- Amer d'Hélène Cattet et Bruno Forzani ( France,  Belgique)
- 5150, Rue des Ormes (5150 Elm's Way) d'Éric Tessier ( Canada)
- La Horde de Yannick Dahan et Benjamin Rocher ( France)

### Courts-métrages
- Barbie Girls de Vinciane Millereau
- Entre deux de  Béatrice Espinasse et Hugues Espinasse
- La Carte de Stefan Le Lay
- La Morsure de Joyce A. Nashawati
- Les Naufragés de Matthieu Frances
- Toute ma vie de Pierre Ferrière

### Inédits Vidéo
- Détour (Snarveien) de Severin Eskeland ( Norvège)
- Dark World (Franklyn) de Gerald McMorrow ( France /  Royaume-Uni)
- Inside (From within) de Phedon Papamichael ( États-Unis)
- Parasites (Growth) de Gabriel Cowan ( États-Unis)
- Shuttle d'Edward Anderson ( États-Unis)
- The House of the Devil de Ti West ( États-Unis)

## Hors compétition

### Films
- Dans ton sommeil de Caroline du Potet et Éric du Potet ( France)
- Viande d'origine française de Tristan Schulmann et Xavier Sayanoff ( France)
- Splice de Vincenzo Natali ( Canada /  France /  États-Unis)
- Nightmares in red white and blue, film documentaire d'Andrew Monument ( États-Unis)
- Halloween 2 de Rob Zombie ( États-Unis)
- Jeannot l'intrépide film d'animation de Jean Image ( France)
- Cargo d'Ivan Engler et Ralph Etter ( Suisse)
- Doghouse de Jake West ( Royaume-Uni)
- Metropia, film d'animation de Tarik Saleh ( Suède /  Danemark /  Norvège)
- Survival of the Dead de George A. Romero ( États-Unis /  Canada)

### Rétrospective: Le silence dans le fantastique
- 2001, l'Odyssée de l'espace de Stanley Kubrick
- El Topo d'Alejandro Jodorowsky
- Terreur aveugle (Blind Terror) de Richard Fleischer
- Solaris d'Andreï Tarkovski
- Alien, le huitième passager (Alien) de Ridley Scott
- Blow Out de Brian De Palma
- Careful de Guy Maddin
- Le Projet Blair Witch de Daniel Myrick et Eduardo Sánchez

### Hommage àJohn McTiernan
- Nomads
- Predator
- Last Action Hero
- Une journée en enfer (Die Hard : With a vengeance)
- Le 13e Guerrier (The 13th warrior)
- Rollerball

### Nuit Syfy
- Warehouse 13 (pilote) de Jace Alexander (en)
- Sanctuary : Renaissance de Martin Wood

### Nuit Zombie
- Zone of the Dead de Milan Konjevic et Milan Todorovic ( Serbie /  Italie /  Espagne)
- Zombie de George A. Romero
- L'Armée des morts de Zack Snyder

## Jury

### Jury long métrage
- Président du jury : John McTiernan
- Autres membres du jury : Douglas Buck, David Moreau, Anne Parillaud, Florent Emilio Siri, Valérie Benguigui, Stanislas Merhar, Xavier Palud, Linh Dan Pham

### Jury court métrage
- Président du jury : Xavier Gens
- Autres membres du jury : Mélanie Bernier, Grégory Fitoussi, Reda Kateb, Karole Rocher

### Auteurs du Salon du Grimoire
- Auteurs présents : Henri Loevenbruck, Jay Elis, Renaud Benoist, Patrick Bauwen, Olivier Descosse, Laurent Scalese, Rémi Bomont